# دان أوكونيل
دان أوكونيل (بالإنجليزية: Dan O'Connell)‏ هو مخرج أمريكي، ولد في 1950.

## وصلات خارجية
- دان أوكونيل على موقع IMDb (الإنجليزية)
- دان أوكونيل على موقع قاعدة بيانات الفيلم (الإنجليزية)